# 미스 마치
《미스 마치》(영어: Miss March)는 미국에서 제작된 2009년 섹스 코미디 영화이다. 트레버 무어와 잭 크레거가 공동 각본, 연출, 주연을 맡았다. 그 외에 크레이그 로빈슨 등이 출연하였고, 톰 제이컵슨 등이 제작에 참여하였다.

## 줄거리
유진은 프롬 파티 후에 여자친구 신디와 첫 성관계를 갖기로 한다. 유진이 너무 긴장하자 친구 터커는 유진에게 독한 술을 먹인다. 취한 유진은 계단에서 추락하여 혼수상태가 된다.
4년 후 터커는 최후의 수단으로 야구 방망이로 유진을 내리쳐 깨운다. 이들은 신디가 플레이보이 플레이메이트가 되어 잡지 중앙 화보를 차지했다는 걸 알게 된다. 터커는 플레이보이 맨션에서 열리는 휴 헤프너 생일 파티에 가서 신디와 유진이 재회하게 만든다는 계획을 짜낸다.
한편 터커는 여자친구 캔디스가 펠라티오를 해주던 도중 갑자기 섬광 전구를 켜서 캔디스의 뇌전증 발작을 유도했으며 이로 인해 캔디스가 저도 모르게 음경을 깨물자 캔디스 얼굴을 포크로 반복해 찍어내려 깊은 상처를 남긴 상태이다. 이에 캔디스의 소방관 오빠 릭은 전국 소방관들에게 터커 지명 수배를 내리고 플레이보이 맨션으로 향하는 유진과 터커의 뒤를 쫓는다.

## 출연
- 잭 크레거 - 유진 프랫 역
- 트레버 무어 - 터커 클레이 역
- 크레이그 로빈슨 - 필 "호스딕 돗 MPEG" 역
- 러켈 얼레시 - 신디 화이트홀 역
- 몰리 스탠턴 - 캔디스 역
- 시드릭 야브로 - 의사 역
- 휴 헤프너 - 본인 역
- 세라 진 언더우드 - 본인 역
- 벳시 루 - 스트로베리어스 역
- 칼라 히메네스 - 와니타 간호사 역
- 이브 마우로 - 본카 역
- 젠 테일러 - 세관 공무원 역

## 기타 제작진
- 공동 제작: 스콧 하이먼, 모니 윌스
- 배역: 실리아 재피
- 미술: 캐벗 맥멀런
- 세트: 베스 우크
- 의상: 세라 데사레고, 알렉시스 스콧